# NRP Corte Real (F334)
o USS McCoy Reynolds (DE-440) era uma escolta de destróier da classe John C. Butler adquirida pela Marinha dos EUA durante a Segunda Guerra Mundial. O objetivo principal da escolta de contratorpedeiro era escoltar e proteger navios em comboio, além de outras tarefas designadas, como patrulha ou piquete de radar. Após a guerra, depois de operar nas áreas de batalha do Oceano Pacífico, os membros de sua tripulação voltaram para casa orgulhosamente, com quatro estrelas de batalha em seu crédito pela Segunda Guerra Mundial e uma pela Guerra da Coréia.
O navio foi nomeado em homenagem a Marine Private McCoy Reynolds (1916-1942), morto em ação em Guadalcanal em 25 de novembro de 1942, depois de se expor à destruição de um ninho de metralhadora japonesa em defesa de Henderson Field, pelo qual ele foi premiado postumamente com a Estrela de Prata.
Mais tarde foi vendido a Portugal sendo renomeado de NRP Corte Real (F334).